# Тремонт (Міссісіпі)
Тремонт (англ. Tremont) — місто (англ. town) в США, в окрузі Ітавамба штату Міссісіпі. Населення — 467 осіб (2020).

## Географія
Тремонт розташований за координатами 34°14′1″ пн. ш. 88°14′56″ зх. д. / 34.23361° пн. ш. 88.24889° зх. д. (34.233728, -88.248936).  За даними Бюро перепису населення США в 2010 році місто мало площу 12,74 км², з яких 12,71 км² — суходіл та 0,04 км² — водойми.

## Демографія
Згідно з переписом 2010 року, у місті мешкало 465 осіб у 174 домогосподарствах у складі 125 родин. Густота населення становила 36 осіб/км².  Було 209 помешкань (16/км²).
Расовий склад населення:
| - 96,3 % — білих - 1,5 % — чорних або афроамериканців - 0,6 % — корінних американців - 0,2 % — азіатів |

До двох чи більше рас належало 0,4 %. Частка іспаномовних становила 1,5 % від усіх жителів.
За віковим діапазоном населення розподілялося таким чином: 26,9 % — особи молодші 18 років, 58,5 % — особи у віці 18—64 років, 14,6 % — особи у віці 65 років та старші. Медіана віку мешканця становила 36,7 року. На 100 осіб жіночої статі у місті припадало 94,6 чоловіків;  на 100 жінок у віці від 18 років та старших — 87,8 чоловіків також старших 18 років.
Середній дохід на одне домашнє господарство  становив 43 023 долари США (медіана — 31 750), а середній дохід на одну сім'ю — 48 290 доларів (медіана — 38 750). Медіана доходів становила 32 125 доларів для чоловіків та 26 667 доларів для жінок. За межею бідності перебувало 21,3 % осіб, у тому числі 22,6 % дітей у віці до 18 років та 18,4 % осіб у віці 65 років та старших.
Цивільне працевлаштоване населення становило 183 особи. Основні галузі зайнятості: освіта, охорона здоров'я та соціальна допомога — 29,0 %, виробництво — 23,5 %, роздрібна торгівля — 16,9 %.